# Surma (band)
Surma is een Tsjechische symfonischemetalband. De band werd in 2018 opgericht door zangeres Viktorie Surmová en Týr-gitarist en -zanger Heri Joensen.

## Geschiedenis
Surmová werkte in 2016 achter de schermen bij een theater in Praag. Daar ontmoette ze Joensen na een concert van zijn band Týr. Surmová had voor de ontmoeting al ideeën en melodieën van enkele nummers uitgewerkt. De Nederlandse bassist Rens Bourgondiën en Russische drummer Alexandr Zhukov werden bij de band gevraagd, waardoor een voltallige band ontstond. Metal Blade Records, waar Joensen al een contract had, bood de band in 2019 een platencontract aan.
In augustus 2020 werd het debuutalbum The Light Within aangekondigd. In november 2020 verscheen het album. Naast Metal Blade Records is het album ook uitgebracht door Napalm Records. Vanwege de coronapandemie kon de band echter niet op toer of optredens geven. Het eerste optreden vond uiteindelijk plaats op 19 augustus 2021 op Masters of Rock in Tsjechië.
In 2020 en 2021 had Surma een videocast (podcast met video) genaamd Surmacast.
In 2022 ging Surma — samen met de bands Dynazty en Sirenia — op toer door enkele Europese landen, waaronder Tsjechië, Duitsland, België en Nederland. In de loop van 2022 verliet mede-oprichter Heri Joensen om persoonlijke redenen de band; hij werd opgevolgd door Jiří Háb. In september 2022 maakte Surma bekend begonnen te zijn met de voorbereidingen voor een tweede album.
In 2023 stond de band wederom op een aantal podia, onder meer in Tsjechië.

## Discografie

### Albums
| Jaar | Titel            |
| ---- | ---------------- |
| 2020 | The Light Within |

### Singles
| Jaar | Titel                                | Album            | Opmerkingen                                                                         |
| ---- | ------------------------------------ | ---------------- | ----------------------------------------------------------------------------------- |
| 2019 | Like the River Flows                 | The Light Within |                                                                                     |
| 2020 | Reveal the Light Within              | The Light Within |                                                                                     |
| 2020 | Until It Rains Again                 | The Light Within |                                                                                     |
| 2021 | Emptiness Is No More (Piano Version) | -                | met Pavel Válek - akoestische versie van het gelijknamige nummer op het debuutalbum |
| 2021 | A Yuletide Tale                      | -                |                                                                                     |

### Promotionele singles
| Jaar | Titel                                      | Album            |
| ---- | ------------------------------------------ | ---------------- |
| 2020 | Reveal the Light Within (acoustic version) | -                |
| 2021 | Cages of Rage                              | The Light Within |